# ميانكي (مقاطعة تشالوس)
ميانكي (بالفارسية: میانکی) هي قرية تقع في قسم كلارستاق الغربي الريفي (مقاطعة تشالوس) في إيران. يقدر عدد سكانها بـ 331 نسمة بحسب إحصاء 2016.